# Liste der Pfarren im Dekanat Spittal an der Drau
Das Dekanat Spittal an der Drau ist ein Dekanat der römisch-katholischen Diözese Gurk.

## Pfarren mit Kirchengebäuden
| Pfarre                | Patrozinium             | Kirchengebäude | Bild |
| Amlach                | Hl. Markus              | Pfarrkirche Amlach |      |
| Baldramsdorf          | Hl. Martin              | Pfarrkirche Baldramsdorf Filialkirche Rosenheim St. Anna, Filialkirche Gendorf, Filialkirche Lampersberg, Filialkirche Gschiess                          |      |
| Feistritz an der Drau | Hl. Georg               | Pfarrkirche Feistritz an der Drau Filialkirche Neufeffernitz ”Hl. Kreuz”, Filialkirche Pöllan                                                            |      |
| Fresach               | Hl. Blasius             | Pfarrkirche Fresach |      |
| Kamering              | Maria Dornach           | Pfarrkirche Kamering Filialkirche Tragail |      |
| Kellerberg            | Hl. Ulrich              | Pfarrkirche Kellerberg Filialkirche Töplitsch |      |
| Kreuzen               | Hll. Vitus und Leonhard | Pfarrkirche Kreuzen |      |
| Möllbrücke            | Hl. Leonhard            | Pfarrkirche Möllbrücke Filialkirche St. Magdalena am Lurnfeld                                                                                            |      |
| Molzbichl             | Hl. Tiburtius           | Pfarrkirche Molzbichl Filialkirche Baldersdorf, Filialkirche Olsach                                                                                      |      |
| Paternion             | Hl. Paternianus         | Pfarrkirche Paternion Filialkirche Nikelsdorf |      |
| Pusarnitz             | Hl. Michael             | Pfarrkirche Pusarnitz Filialkirche Hohenburg, Filialkirche St. Stefan am Lurnfeld                                                                        |      |
| Rubland               | Hl. Dreifaltigkeit      | Pfarrkirche Rubland |      |
| Spittal an der Drau   | Mariä Verkündigung      | Pfarrkirche Spittal an der Drau Filialkirche Edling - St. Thomas, Draukirche -”Zum guten Hirten”, Filialkirche St. Peter, Marienkapelle, Antoniuskapelle |      |
| St. Paul ob Ferndorf  | Hl. Paulus              | Pfarrkirche St. Paul ob Ferndorf Filialkirche St. Jakob ob Ferndorf, Filialkirche Maria Bichl                                                            |      |
| St. Peter in Holz     | Hl. Petrus              | Pfarrkirche St. Peter in Holz Filialkirche Gretschitz |      |
| Stockenboi            | Hl. Nikolaus            | Pfarrkirche Stockenboi |      |
| Weißenstein           | Hl. Leonhard            | Pfarrkirche Weißenstein Filialkirche Lansach |      |

## Dekanat Spittal an der Drau
Das Dekanat umfasst 17 Pfarren.